# Ибрагим-паша
Ибраги́м-паша́ (1789, Румелия — 10 ноября 1848, Каир) — губернатор Каира в 1805—1806 годах и Верхнего Египта в 1812—1816 годах, Джидды и Хиджаза в 1817—1840 годах, Дамаска в 1832—1840 годах и Мореи в 1825—1828 годах, 2-й паша Египта 15 апреля — 10 ноября 1848 года. Приёмный сын, соправитель и преемник Мухаммеда Али.

## Происхождение
Ибрагим-паша родился в семье православной греческой женщины и мужчины неясного происхождения по имени Турмацзис в греческом городе Драма (по данным греческих источников, в соседнем г. Кавала), который располагался в османской провинции Румелия, ныне Западная Фракия в Республике Греция. Имя ребёнка при рождении неизвестно, но известно, что родители будущего Ибрагима развелись, а его мать сумела вновь выйти замуж за Мухаммеда Али, который усыновил её ребёнка, воспитав его в духе ислама.

## Карьера

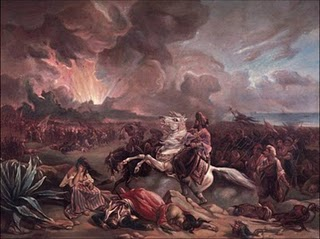
Атака Ибрагима-паши при Мессолонги на картине Джузеппе Маццола

Рано приобрёл известность успешными действиями против мятежников в верхнем Египте, беглых мамелюков в Нубии, и ваххабитов в Аравии. Во время последней кампании он оценил преимущества европейской военной дисциплины и при помощи французских офицеров-инструкторов начал преобразовывать египетскую армию.
В 1819 году организовал походы на юг, имевших целью покорение племен Сеннара и Дарфура, и подчинение Судана.
В августе 1824 года Ибрагим-паша был поставлен во главе египетского флота, которому предстояло принять участие в подавлении греческого восстания. Сначала успех был на стороне Ибрагима, но поражение турецко-египетского флота в сражении при Наварине заставило его вернуться в Египет, где он продолжил реформу войска и флота.
В 1831 году Мухаммед Али решил совершить нападение на Сирию, бывшую провинцией Османской империи. Ибрагим-паша был назначен главнокомандующим. Несмотря на потерю 5000 человек от холеры ещё до оставления Египта, он внезапно появился у берегов Сирии, взял врасплох Газу, Яффу и Каиффу и в ноябре того же года осадил Акру. Два штурма были отбиты, на подмогу оборонявшимся приближалось войско Осман-паши, правителя Алеппо; но Ибрагим-паша неожиданно напал на Османа, обратил его в бегство и затем, собрав все свои силы вблизи Акры, взял её приступом 27 мая 1832 года. Заняв Дамаск, он разбил турок при Гомсе и Бейлане. Вся Сирия была покорена. Получив подкрепление из Египта, Ибрагим-паша продолжал наступление и в средине декабря встретился с войском сераскира Решид-Мегмет-паши у Коньи. Несмотря на громадное превосходство турецкой армии (56 тыс. против 15 тыс.), Ибрагим-паша разбил наголову и взял в плен Решида, с 9 тыс. человек. Малая Азия была завоевана; флот Ибрагима, отрезав турецкие суда, приближался к Босфору, и сам победитель находился в шести днях пути от Константинополя.
Ибрагиму, может быть, удалось бы занять столицу султана, если бы не приказ Мухаммеда Али остановиться и ждать подкреплений, давший время российскому императору Николаю I послать на помощь Османской империи флот и корпус войск. При посредничестве великих держав начались переговоры и по Кютайскому миру (4 мая 1833 года) Мухаммед Али стал наместником Сирии и Аданы.

Почтовая марка Египта, посвящённая Ибрагим-паше, 1948, 10 милльемов

Ибрагим-паша, назначенный правителем, водворил в новой области порядок и содействовал развитию в ней промышленности. Управление его часто, однако, сопровождалось притеснением местных жителей; отсюда, в 1834 году, возник бунт, подавленный Ибрагимом с большой жестокостью.
Порта также не желала примириться с вынужденной уступкой и в июле 1839 года султан Махмуд II снова объявил войну Мухаммеду Али. Ибрагим-паша 24 июля разбил турецкую армию при Незибе, но приказания Мухаммеда Али опять заставили его отказаться от дальнейших успехов и кампания, вследствие вмешательства европейских держав, главным образом англичан (адмирал Непир), закончилась неудачей для египтян; сам Ибрагим едва спасся после битвы при Калет-Мейдане и вскоре за тем принужден был очистить Сирию. Отступление из Дамаска он совершил с большим искусством. После заключения мира, в 1841 году, Ибрагим-паша удалился в свои владения на равнинах Гелиополиса, где занимался сельским хозяйством.
В 1844 году из-за болезни отца он стал его соправителем. В 1848 году стал пашой Египта, однако вскоре скончался. Преемником стал его племянник — Аббас-паша.

## Семья и дети
Имел семь жен, от которых у него было 4 сына и 3 дочери:
- Принц Мухаммед Ибрагим Фахми Бей (1814—1819)
- Принц Ахмад Рифаат Паша (1825—1858)
- Принц Исмаил-паша (1830—1895), паша, затем хедив (с 1867) Египта (1863—1879)
- Принц Мустафа Бахгат Али Фазил Паша (1830—1875)
- Принцесса Фатима Ханум (до 1819 — до 1823)
- Принцесса Фатима Ханум (1823—1832)
- Принцесса Амина Ханум (1827—1829)

## Награды
- Орден Славы (Османская империя, 1817)
- Кавалер ордена святого Иосифа (Тоскана, 1845)
- Большой крест ордена Почётного легиона (Франция, 1845)
- Большой крест ордена Башни и меча (Португалия, 1846)